# باري غوستافسون
باري غوستافسون (بالإنجليزية: Barry Gustafson)‏ هو عالم سياسة ومؤرخ نيوزيلندي، ولد في 1938 في أوكلاند في نيوزيلندا.